# Пештяна-де-Жос
Пештяна-де-Жос (рум. Peșteana de Jos) — село у повіті Горж в Румунії. Входить до складу комуни Феркешешть.
Село розташоване на відстані 228 км на захід від Бухареста, 22 км на південь від Тиргу-Жіу, 71 км на північний захід від Крайови.

## Населення
За даними перепису населення 2002 року у селі проживали 1239 осіб, з них 1238 осіб (99,9%) румунів. Рідною мовою 1238 осіб (99,9%) назвали румунську.